# Paulo Agirrebaltzategi
Paulo Agirrebaltzategi Kortabarria (Oñate, 18 de agosto de 1942) es un teólogo franciscano y escritor español, miembro honorario de Real Academia de la Lengua Vasca.

## Biografía
Agirrebaltzategi nació en Araotz y a los once años ingresó en Aránzazu como aspirante a fraile. Continuó sus estudios de humanidades en Forúa durante dos años y en 1959 se trasladó a Olite para estudiar filosofía.
En 1962 regresó a Aránzazu para estudiar teología, donde se ordenó sacerdote en 1966. Profundizó sus estudios de teología en la Pontificia Universidad Antonianum de Roma entre 1966 y 1970.[cita requerida] En 1970 se doctoró en teología.
Tras finalizar sus estudios, regresó al País Vasco y compaginó la colaboración en publicaciones como Jakin, Anaitasuna o Jaunaren Deia.[cita requerida] También formó parte de iniciativas en favor de los pueblos y lenguas minorizadas, dentro de organizaciones como el CIEMEN (Centre Internacional Escarré per a les Minories Ètniques i les Nacions) y el CONSEU (Conferència de Nacions Sense Estat d’Europa). Fue miembro del consejo editorial de la revista Europa de les Nacions. En 1995 recibió el premio internacional del CIEMEN.
Con el fin de promover el uso del euskera en diversos ámbitos, ha participado en la creación de diferentes instituciones como UZEI (Escuela vasca de servicios universitarios) y EKB (Comité de la cultura vasca). También ha sido editor de las revistas Bat Soziolinguistika y Herria 2000 Eliza.[cita requerida]
En 1990, diseñó el proyecto de la Euskal Entziklopedia Orokorra (Enciclopedia General Vasca), bajo el auspicio de UZEI y la editorial Elkar.

## Obras
Ha formando parte de los grupos responsables de la creación de siete diccionarios temáticos (Religión, Derecho, Arte, Economía, Empresa, Política, y Ciencias Naturales) y cuenta en su haber la autoría de numerosas obras:
- Fedearen Dinamika [trad.] (1972); Original: Paul Tillich, Dynamics of Faith (1957)
- Configuración eclesial de las culturas (1976)
- Gizakiari buruzko entseiua [trad.] (1995); Original: Ernst Cassirer, An Essay on Man (1944)
- Mendebaldetik 10 urtegarrenean (2006, Mendebalde) junto con Kaxildo Alkorta et al.[7]
- Poema Argitaragabeak [pub.] (2005), recopilación de poemas de Bitoriano Gandiaga.
- Eujenio Agirretxe (1920-2005) (2007, Bidegileak)
- Araozko kantuak eta kontuak: Bitoriano Gandiagak araoztarren ahotatik batuak [pub.] (2012) ISBN: 978-84-7240-242-3
- Karlos Santamaria gaiez gai (2013) junto con Xabier Apaolaza et al. ISBN: 978-84-95234-4-6

## Reconocimientos
- 2018: Recibió la Medalla de Oro de Guipúzcoa junto con el Grupo Jakin (Joxe Azurmendi, Joseba Intxausti, Paulo Agirrebaltzategi y Joan Mari Torrealdai).[8][9][10]
- 2006: Ganador del premio Argizaiola de la Feria de Durango.[11][12]